# Fernán Velázquez de Cuéllar
Fernán Velázquez de Cuéllar (?, Cuéllar – 1426, Madrigal de las Altas Torres) fue un noble, político, militar y diplomático español nombrado dos veces Virrey de Sicilia.

## Biografía
Nació en Cuéllar (Segovia) en fecha desconocida, siendo hijo de Blasco Pérez Dávila y de Juana Bermúdez. Desde joven estuvo al servicio de Fernando I de Aragón antes y después de ser elegido Rey de Aragón por el Compromiso de Caspe. Participó junto a él en la conquista de Antequera, como lo refiere la crónica de Juan II de Castilla, que dice “A quan largas marchas caminó Fernán Velázquez con 200 lanzas desde Osuna, para hallarse en la gran batalla, que se dio a los moros en la guerra de Antequera”. 
En 1410 fue nombrado su canciller mayor, y en 1412 su embajador en Sicilia. En 1419 y 1422 ocupó el cargo de Virrey de Sicilia, la segunda vez con la dignidad de Gran Maestre Secreto de Sicilia. Posteriormente fue enviado como embajador a Nápoles, y a su regreso a España otorgó testamento en Madrigal de las Altas Torres, donde falleció en 1426, siendo enterrado en el monasterio de San Francisco de su villa natal.

## Matrimonio y descendencia
Contrajo matrimonio con Inés Alfonso Gudiel, hija de Fernán Alfonso, caballero de la Orden de Santiago, repostero mayor de Alfonso V de Aragón, de quien descienden los príncipes de Mezoyuso en Sicilia. Fueron hijos de este matrimonio:
1. Fortún Velázquez de Cuéllar, protonotario apostólico, familiar de Eugenio IV y obispo de León (1460).
2. Juan Velázquez de Cuéllar, uno de los doce jueces que firmaron la decapitación de Álvaro de Luna.
3. Gutierre Velázquez de Cuéllar, consejero de Juan II, Enrique IV y de los Reyes Católicos.
4. Alfonso Velázquez de Cuéllar
5. Bernabé Velázquez de Cuéllar destacado militar en la Guerra de Granada.
6. Francisco Velázquez de Cuéllar, padre de Diego Velázquez de Cuéllar, adelantado y primer gobernador de Cuba.
7. Gómez Velázquez de Cuéllar.
8. Fernán Velázquez de Cuéllar, continuo de los Reyes Católicos, a quienes sirvió en la Guerra de Granada.
9. Rodrigo Velázquez de Cuéllar, del que dicen descienden los Velázquez de la villa de Íscar (Valladolid).
10. Esteban Velázquez de Cuéllar, del que al parecer proceden los Velázquez de Olmedo (Valladolid).
11. Pedro Velázquez de Cuéllar, del que vienen los Velázquez de otras partes de España.
12. Catalina Velázquez de Cuéllar, dama de la reina Isabel la Católica, casada con Felipe Climent, criado de Fernando el Católico y protonotario de Aragón, padres de Miguel Velázquez Climent, que sucedió a su padre en el cargo.